# Anua terminata
Anua terminata är en fjärilsart som beskrevs av W. Warren 1913. Anua terminata ingår i släktet Anua och familjen nattflyn. Inga underarter finns listade i Catalogue of Life.